# Lodewijk I de Baenst
Lodewijk I de Baenst (ca.1408 - 12 juli 1454) was een lid van de adellijke familie de Baenst afkomstig uit Sluis.

## Levensloop
Lodewijk de Baenst was de tweede zoon van Jan II de Baenst en Anna Slyps.
Hij trouwde in 1441 met Clara-Antonia Losschaert, de dochter van Antonius Losschaert en Margaretha D'Hont.
De Baenst speelde een rol in het Brugse stadsbestuur. In 1443-44 en in 1452-53 was hij thesaurier en in 1447 was hij burgemeester van de raadsleden.
In 1449 lid geworden van de Edele Confrérie van het Heilig Bloed, was hij datzelfde jaar de eerste die tot proost werd verkozen van dit in 1420 opgerichte genootschap.
Het gezin telde tien kinderen, van wie twee zoons en drie dochters de volwassen leeftijd bereikten, onder wie Paul de Baenst, die voorzitter werd van de Raad van Vlaanderen en Lodewijk II de Baenst.
Samen met zijn echtgenote, die op 28 augustus 1458 overleed,  werd Lodewijk de Baenst begraven onder een vloerzerk met koper in de Onze-Lieve-Vrouwekerk in Brugge. Maar op het einde van de vijftiende eeuw werd een gedenksteen opgericht, waarschijnlijk door de kinderen. Deze gedenksteen die nog steeds aanwezig is in de Onze-Lieve-Vrouwekerk, verbeeldt Maria met het kind Jezus onder een door engelen gedragen baldakijn, met links de geknielde Lodewijk en vijf zoons, begeleid door de heilige Lodewijk en rechts de geknielde Clara en vijf dochters, begeleid door de heilige Clara.